# Club Colonial (Fort-de-France)
El Club Colonial es un equipo de fútbol de las islas de Martinica y juega en la ciudad de Fort de France. Milita en la Liga de Fútbol de Martinica. En el 2007 descendió a la Liga de Promoción de Martinica, pero ascendieron en el 2009.

## Palmarés
- Liga de Fútbol de Martinica: 19

1920, 1921, 1922, 1923, 1924, 1926, 1930, 1931, 1935, 1938, 1940, 1941, 1942, 1943, 1949, 1964, 1965, 1972, 2011
- Copa de Martinique: 4

1955, 1959, 1962, 1980

## Participaciones en las competiciones de Francia
- Copa de Francia: 5 presencias

1963/64, 1979/80, 1983/84, 2012/13, 2017/18